# Vltavská akce
Vltavská akce byla úkolová akce vyhlášená na počátku 50. let Svazem československých výtvarných umělců, jejímž cílem bylo ztvárnit krajinářsky řečiště staré Vltavy ještě před zatopením jejích břehů a přilehlých vesnic vodami budoucích přehradních jezer Vltavské kaskády. Akce se účastnila řada  českých výtvarníků, mj. Karel Štika, Ladislav Čepelák, Pavel Sukdolák, Alois Moravec a další. Výstavy jejich „povltavských“ děl se konaly mj. v roce 1957 v Alšově síni Umělecké Besedy nebo v galerii Hollara v Praze.